# James Lord Pierpont

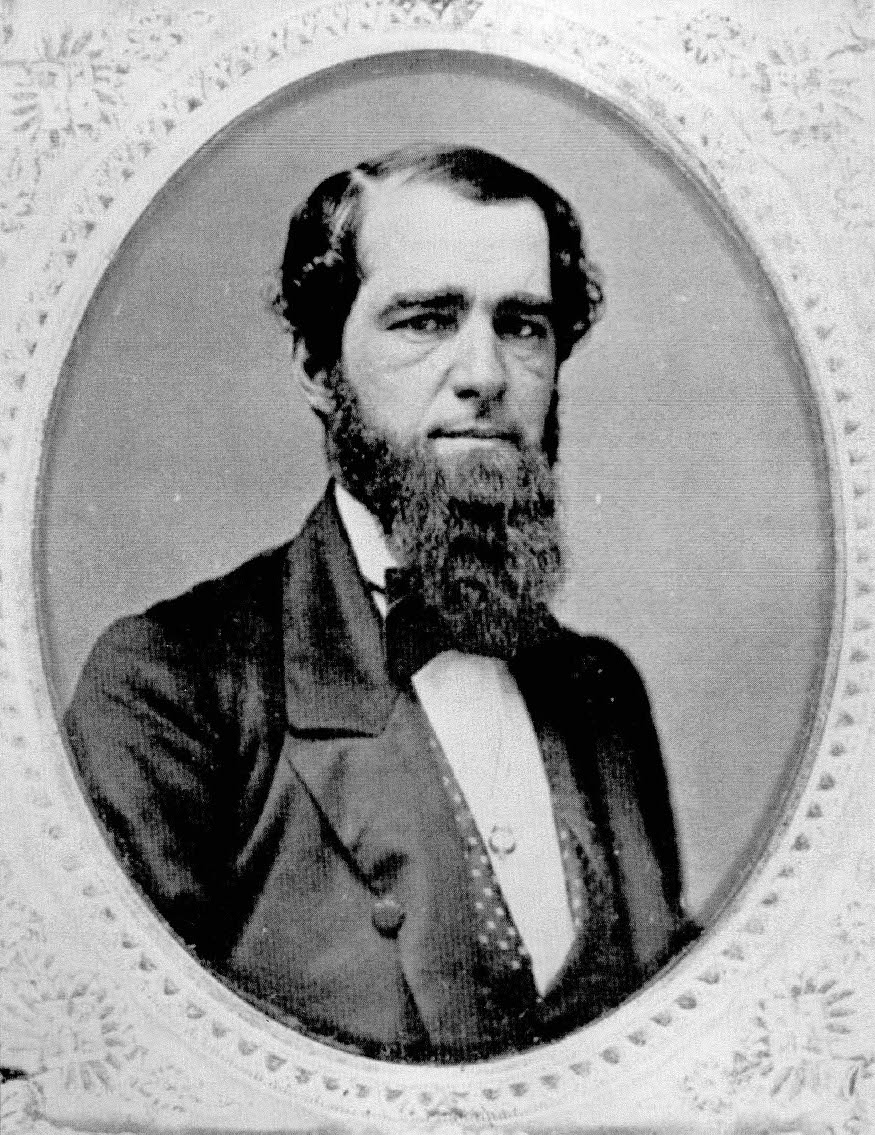
James Lord Pierpont

James Lord Pierpont (* 25. April 1822; † 5. August 1893) war ein US-amerikanischer Songwriter und Komponist, bekannt durch seine Komposition Jingle Bells.

## Familie
Sein Vater John Pierpont war Pastor an der unitarischen Hollis Street Church Kirche in Boston und ein bekannter Dichter und Gegner der Sklaverei. Seine Mutter hieß Mary Sheldon Lord. Zusammen hatten die Eltern sechs Kinder.
Pierponts erste Frau war Millicent Cowee. Mit ihr bekam er zwei Kinder, Mary Pierpont Barnum und John. Sie starb 1856 an Tuberkulose. Seine zweite Frau war Eliza Jane Purse, mit der er weitere Kinder bekam. Pierpont war außerdem ein Onkel des Bankiers J. P. Morgan.

## Leben
Im Alter von zehn Jahren wurde er auf ein Internat in New Hampshire geschickt. In einem Brief an seine Mutter schrieb er von dort aus über das Pferdeschlittenrennen im Schnee, von dem auch der Text des Liedes Jingle Bells handelt. Nach der Zeit im Internat fuhr er für einige Zeit zur See. 1845 kehrte er an die Ostküste nach Neuengland zurück, wo sein Vater Pastor der unitarischen Gemeinde in Troy im Bundesstaat New York war. Dort heiratete er Millicent Cowee, mit der er später die beiden Kinder Mary und John bekam. Mary war später ein Mitglied der Daughters of the American Revolution (DAR). 1849 verließ er Frau und Kinder, um während des kalifornischen Goldrausches ein Geschäft in San Francisco zu eröffnen. Er soll zu dieser Zeit auch als Fotograf gearbeitet haben. Im gleichen Jahr übersiedelte sein Vater nach Medfort in Massachusetts, wo er Pfarrer der dortigen Unitarierkirche wurde. James lebte unter seinen Reisen von Kalifornien zurück an die Ostküste zeitweise selbst in Medfort.
1853 nahm sein Bruder John Pierpont Jr. eine Stelle an der unitarischen Kirchengemeinde von Savannah (Georgia) an. James folgte ihm und wurde Musikdirektor und Organist der Kirche und gab dort unter anderem Orgel- und Gesangunterricht. Noch im selben Jahr veröffentlichte er erste Lieder wie Kitty Crowe, The Colored Coquette, Ring the Bell, Fanny, Quitman Town March und Wait, Lady, Wait.

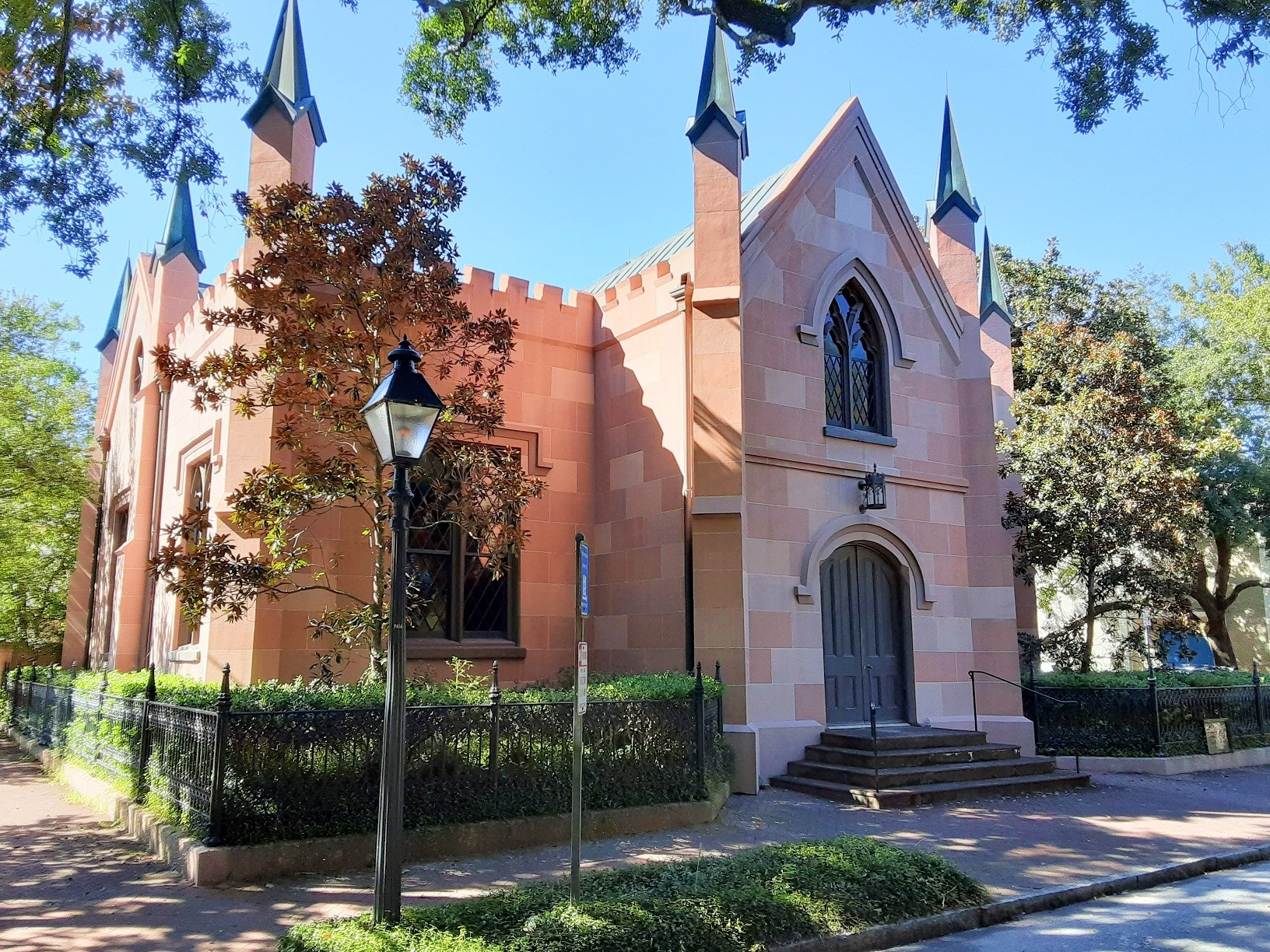
Unitarische Kirche in Savannah

Als seine Frau starb, heiratete er wenig später 1857 Eliza. Bald darauf bekamen sie ihr erstes Kind Lillie. Seine beiden Kinder aus erster Ehe lebten weiterhin in Massachusetts bei James’ Vater. Im August 1857 veröffentlichte er sein Lied One Horse Open Sleigh, heute bekannt unter dem Titel Jingle Bells. Später entstand Uneinigkeit, ob James Lord Pierpont das bekannte Lied Jingle Bells bereits in Medford (Massachusetts) oder erst später während seiner Zeit als Organist in Savannah (Georgia) geschrieben haben soll
Als 1859 die Kirche in Savannah aufgrund ihrer abolitionistischen Anschauungen geschlossen wurde, ging sein Bruder John Pierpont, Jr. 1860 zurück in den Norden. James blieb mit Frau und Kind in Savannah und wurde zu Beginn des Bürgerkriegs Mitglied der Fifth Georgia Cavalry. Für seine Einheit schrieb er während dieser Zeit Lieder wie Our Battle Flag, Strike for the South und We Conquer or Die.
Nach dem Krieg zog er mit seiner Familie nach Valdosta, Georgia, wo er Musik unterrichtete und viele Freunde fand.
1869 zog er nach Quitman (Georgia), wo er Organist der presbyterianischen Kirche wurde. Hier gab er privat Klavierunterricht und lehrte an der Quitman Academy bis zu seiner Pensionierung.
1880 erneuerte sein Sohn Dr. Juriah Pierpont M.D. die Urheberrechte von Jingle Bells, verdiente aber nie viel Geld damit. Er unternahm große Anstrengungen, damit nach dem Ablauf des Urheberrechts der Name seines Vaters mit dem Lied verbunden blieb.
1893 starb Pierpont in Winter Haven, Florida. Auf seinen Wunsch hin wurde er neben seinem Schwippschwager Thomas im Laurel Grove Cemetery in Savannah begraben.